# 대한민국 민법 제524조
대한민국 민법 제524조는 준용규정에 대한 민법 채권법 조문이다.

## 조문
제524조(준용규정) 제514조 내지 제522조의 규정은 무기명채권에 준용한다.

第524條(準用規定) 第514條 乃至 第522條의 規定은 無記名債權에 準用한다.

## 참고 문헌
- 오현수, 일본민법, 진원사, 2014. ISBN 9788963463452
- 오세경, 대법전, 법전출판사, 2014 ISBN 9788926210277
- 이준현 , LOGOS 민법 조문판례집, 미래가치, 2015. ISBN 9791155020869

## 같이 보기
- 어음